# La Renaudie
La Renaudie är en kommun i departementet Puy-de-Dôme i regionen Auvergne-Rhône-Alpes i centrala Frankrike. Kommunen ligger i kantonen Courpière som tillhör arrondissementet Thiers. År 2022 hade La Renaudie 131 invånare.

## Befolkningsutveckling
Antalet invånare i kommunen La Renaudie
| Referens: INSEE |